# 최후의 총격
최후의 총격(The Last Hunt)은 미국에서 제작된 리처드 브룩스 감독의 1956년 서부 영화이다. 로버트 테일러 등이 주연으로 출연하였고 도어 쉐어리 등이 제작에 참여하였다.

## 출연

### 주연
- 로버트 테일러
- 스튜어트 그레인저

### 조연
- 로이드 놀런
- 데브라 파겟
- 러스 탬블린
- 콘스탄스 포드
- 조 드 산티스
- 아인슬리 프라이어
- 랠프 무디

## 제작진
- 미술: 세드릭 기븐스
- 미술: 메릴 파이